# Thomas Nordseth-Tiller

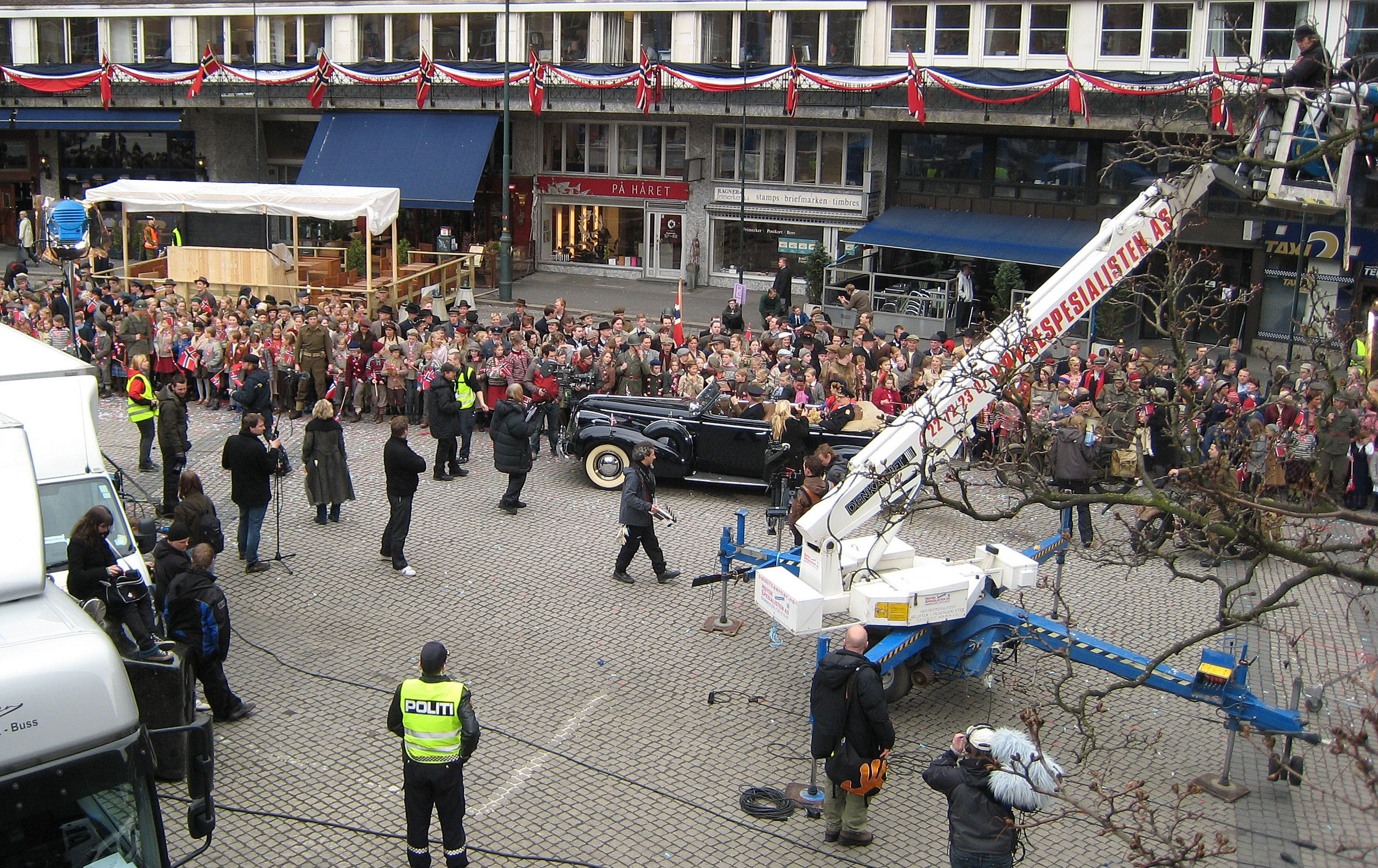
Dreharbeiten zum Film "Max Manus" in Oslo

Thomas Nordseth-Tiller (* 27. November 1980 in Lørenskog, Norwegen; † 12. Mai 2009 in Oslo) war ein norwegischer Drehbuchautor.

## Leben und Werk
Thomas Nordseth-Tiller studierte Produktion, Filmregie und Drehbuch in Oslo, an der Edith Cowan University in Perth und an der Academy of Art University in San Francisco und schloss mit einem Bachelor-Titel ab. Schon in San Francisco hatte er als Examensarbeit den Entwurf zu einem Drehbuch abgegeben, das sich mit dem Widerstand gegen die deutsche Besetzung Norwegens im Zweiten Weltkrieg befasste. Führender Kopf einer damals als Oslogjengen (Oslobande) bekannten Sabotagegruppe war Max Manus. Thomas Nordseth-Tiller baute das Drehbuch auf der Basis der Bücher von Max Manus, Det vil helst gå godt und Det blir alvor, weiter aus.
Zurück in Norwegen reichte Thomas Nordseth-Tiller ein Drehbuch unter dem Titel Vi vil oss et land beim Kosmorama Filmfestival 2006 in Trondheim ein. Die Jury, darunter Liv Ullmann und der Schriftsteller Erlend Loe, erkannten Thomas Nordseth-Tiller den ersten Preis in der Höhe von 100.000 Kronen zu. Anschließend kam Nordseth-Tiller mit dem angesehenen norwegischen Produzenten John M. Jacobsen, der Filme wie Pathfinder und Kopf über Wasser produziert hatte, überein, das Drehbuch zu verfilmen und legte die Handlung zunehmend um die Zentralfigur Max Manus an. Jacobsen konnte, nachdem Ende 2007 auch der norwegische Filmfonds seine Unterstützung zugesagt hatte, ein Filmbudget von 55 Millionen Kronen (6,25 Millionen Euro) zur Verfügung stellen. Es war das höchste Budget, das bis dahin für einen norwegischen Film veranschlagt worden war.
In der Zwischenzeit drehte Thomas Nordseth-Tiller Kurzfilme und Werbespots, wo er für Drehbuch und Regie verantwortlich war.
Die Dreharbeiten zu dem Film „Max Manus“ begannen im Februar 2008. Thomas Nordseth-Tiller begleitete den Film in allen seinen Phasen als Koproduzent. Der Film hatte am 19. Dezember 2008 in Oslo Premiere. Dabei waren auch König Harald V. und Gunnar Sønsteby, neben Max Manus eine weitere Leitfigur im norwegischen Widerstand, anwesend. Bis Mai 2009 hatten den Film in Norwegen 1,2 Millionen Besucher gesehen.
Erst wenige Monate vor seinem Tod wurde bei ihm Krebs diagnostiziert. Vor seiner Einlieferung ins Spital arbeitete Nordseth-Tiller an einem weiteren Drehbuch über den norwegischen Widerstand im Zweiten Weltkrieg. Er beschäftigte sich mit der Rolle des Kommunistenführers Asbjørn Sunde, der die so genannte Osvald-Gruppe ins Leben gerufen hatte. Diese war wie die Gruppe um Max Manus ebenfalls an Sabotageaktionen beteiligt. Grundlage für das Drehbuch war Sundes 1947 erschienene Autobiographie Menn i mørket (Männer im Dunklen). 
Thomas Nordseth-Tiller starb am 12. Mai 2009 im Alter von 28 Jahren an Krebs. John M. Jacobsen, der mit Nordseth-Tiller Max Manus  produziert hatte, erfuhr von dessen Tod in Stockholm, wo der Film an diesem Tag seine schwedische Erstaufführung für das breite Publikum erlebte. Zuvor war Max Manus erst einmal zur Eröffnung der norwegischen Filmtage in Schweden gezeigt worden.

## Auszeichnungen
Beim Norwegian International Film Festival im August 2009 in Haugesund wurde Thomas Nordseth-Tiller für das Drehbuch zu Max Manus postum mit dem Amanda Award ausgezeichnet.